# Szkoła Muzyczna I st. im. Grażyny Bacewicz w Gdańsku-Wrzeszczu
Szkoła Muzyczna I st. im. Grażyny Bacewicz w Gdańsku-Wrzeszczu – publiczna szkoła muzyczna.

## Historia
Źródło: oficjalna strona szkoły
Szkoła powstała we wrześniu 1945 roku jako Miejska Szkoła Muzyczna. Była pierwszą w Gdańsku publiczną szkołą artystyczną o profilu muzycznym powołaną do życia po II wojnie światowej. Znalazła siedzibę przy ówczesnej Hindenburgallee 33, gdzie w kilku pokoikach na zaciekającym poddaszu grupa nauczycieli-entuzjastów z Gdańskiego Instytutu Muzycznego społecznie rozpoczęła kształcenie muzyczne niewielkiej grupy uzdolnionych osób. W tym czasie zainteresowanie nauką było tak wielkie, że w ciągu niespełna półrocza liczebność szkoły wzrosła do 300 uczniów o bardzo zróżnicowanym przekroju wiekowym. Z przyczyn lokalowych oraz z powodu braku instrumentów większość lekcji odbywała się  w mieszkaniach prywatnych uczniów i nauczycieli.
Pierwszym dyrektorem szkoły została Krystyna Jastrzębska, pełniąc tę funkcję z roczną przerwą w latach 1946–1949. Sprawami administracyjnymi zajmował się wtedy Emilian Pardus. W gronie pierwszych pedagogów znaleźli się muzycy tej miary, co śpiewacy – Wanda Hendrich, Adam Ludwig, Barbara Iglikowska, pianiści – Krystyna Jastrzębska i Stanisław Bielicki oraz kompozytor i chórmistrz Tadeusz Tylewski.
W 1946 roku publiczne szkolnictwo przeszło pod patronat Zarządu Miejskiego w Gdańsku. Wtedy to w myśl Rozporządzenia ówczesnego Ministra Kultury i Sztuki (Pismo Ministra Kultury i Sztuki, Departament Muzyki (L.dz. 2969/13427/46) z dnia 14.08.1946 roku skierowane do Wydziału Kultury i Sztuki Urzędu Wojewódzkiego w Gdańsku) Miejska Szkoła Muzyczna uległa podziałowi na szkołę niższą i średnią. W tym samym roku, już jako Miejska Niższa Szkoła Muzyczna, otrzymała stałe lokum w obszernej willi przy alei Rokossowskiego 48 (obecnie Al. Zwycięstwa 48, budynek nie istnieje), początkowo dzieląc ją z dwoma innymi szkołami muzycznymi: Umuzykalniającą Szkołą Muzyczną oraz Miejską Średnią Szkołą Muzyczną, które z powodu dramatycznego braku innych lokali przydzielono do tego budynku. Główną troską kolejnych dyrektorów, Tadeusza Tylewskiego i Zofii Cerańskiej-Rajnsz, było rozładowanie tej sytuacji. Pierwszy koncert w wykonaniu wychowanków klasy fortepianu i śpiewu solowego odbył się po niespełna półrocznej pracy, 10 maja 1946 roku w sali Teatru Miejskiego w Gdańsku-Wrzeszczu.
1 stycznia 1948 roku szkoła została upaństwowiona, co zapewniało jej stałe fundusze na zwiększenie liczby etatów pedagogicznych oraz na niezbędne remonty. Stworzyło to również możliwość większego naborem uczniów oraz szerszą niż dotąd specjalizację instrumentalną. Naukę prowadzono w oparciu o 7-letni system nauki.
Rok 1950 przyniósł reorganizację polskiego szkolnictwa muzycznego, dzieląc szkoły na zawodowe i przysposobienia zawodowego. W ten sposób Niższa Szkoła Muzyczna uzyskała status placówki artystycznej kształcenia podstawowego oraz otrzymała nową nazwę  Państwowej Szkoły Muzycznej w Gdańsku.
Trudna sytuacja lokalowa szkoły znalazła rozwiązanie w początkach lat 50. z chwilą przeniesienia Szkoły Umuzykalniającej do Gdańska-Oruni (pod nazwą Państwowej Szkoły Muzycznej nr 2) oraz przydzielenia Średniej Szkole Muzycznej nowego budynku w Gdańsku-Wrzeszczu przy ul. Partyzantów 7. W tym czasie Państwowa Szkoła Muzyczna w Gdańsku zmieniła nazwę na Państwową Szkołę Muzyczną nr 1.
Lata 50. były okresem, w którym przybywało szkole nowych instrumentów muzycznych (głównie pianin). Działo się to za sprawą Komisji Specjalnej do Spraw Instrumentów Poniemieckich działającej w Gdańsku, która rekwirowała znajdowane w ocalałych mieszkaniach instrumenty i przekazywała je na potrzeby placówek kultury i szkolnictwa artystycznego. Dało to możliwość poszerzania planu nauczania o kolejne specjalności: skrzypce, akordeon, klarnet, altówkę i wiolonczelę.
W latach 60., za czasów kolejnego dyrektora, Stefana Zagórskiego, dokonano przebudowy starego budynku szkolnego, wzbogacając go o niewielką salę koncertową oraz w miejsce pieców instalując nowoczesne centralne ogrzewanie. Dokonano też wytłumienia większości sal specjalnymi płytkami dźwiękochłonnymi, co zwiększyło komfort pracy.
W 1969 roku na okres 4 lat funkcję dyrektora szkoły objął Edwin Rymarz, kompozytor, organista i pedagog. To za jego kadencji otwarto klasy oboju i fletu oraz uległa odmłodzeniu kadra pedagogiczna zasilona absolwentami gdańskiej uczelni muzycznej. Myśląc o przyszłości, podjęto również intensywne starania o pozyskanie nowego budynku dla szkoły.
W 1970 roku, w rocznicę 25-lecia istnienia szkoły, nadano jej imię Grażyny Bacewicz - wybitnej skrzypaczki i kompozytorki.
W połowie roku szkolnego 1972/1973, w związku z powołaniem Edwina Rymarza na stanowisko wizytatora Wydziału Kultury w Gdańsku, funkcję dyrektora szkoły objął Ryszard Cabaj. Dzięki jego wysiłkom oraz wydatnemu wsparciu ówczesnego I sekretarza Komitetu Wojewódzkiego PZPR w Gdańsku Tadeusza Fiszbacha w 1977 roku dokonano przydziału szkole obiektu w Gdańsku-Wrzeszczu przy ulicy Juliana Marchlewskiego 16b (obecnie ul. Romana Dmowskiego), na jej nową siedzibę. Budynek, po odpowiedniej przebudowie, został zasiedlony przez szkołę dopiero w 1986 roku, stając się jednocześnie główną siedzibą Zespołu Szkół Muzycznych w Gdańsku-Wrzeszczu, w którego skład, obok Państwowej Szkoły Muzycznej II st. im. Fryderyka Chopina, weszła również Państwowa Szkoła Muzyczna I st. im. G.Bacewicz.
1 września 1995 roku szkoła zmieniła nazwę na „Szkoła Muzyczna I st. im. Grażyny Bacewicz w Gdańsku-Wrzeszczu”, pod którą funkcjonuje do dziś.
Budynek szkoły wpisany jest do gminnej ewidencji zabytków.

## Kierownictwo szkoły

### Dyrektorzy
- Krystyna Jastrzębska (1946–1947)
- Tadeusz Tylewski (1947–1948)
- Krystyna Jastrzębska (1948–1849)
- Zofia Cerańska-Rajnsz (1949–1950)
- Stefan Zagórski (1950–1969)
- Edwin Rymarz (1969–1973)
- Ryszard Cabaj (1973–1986)
- Józef Madanowski (1986–2008)
- Leszek Kaufman (od 2008)

### Wicedyrektorzy
- Barbara Podciborska (1986–1988)
- Barbara Kuc (1988–2001)
- Leszek Kaufman (2001–2008)
- Alicja Michowska (2008–2020)
- Karolina Lewandowska (od 2020)

## Informacje ogólne
Organem prowadzącym SM I st. jest minister właściwy do spraw kultury i dziedzictwa narodowego, sprawując nad nią nadzór pedagogiczny poprzez Centrum Edukacji Artystycznej w Warszawie.
Celem SM I st. jest rozbudzanie i rozwijanie zdolności muzycznych uczniów, uczynienie z nich wrażliwych i świadomych odbiorców muzyki oraz przygotowanie kandydatów do dalszego kształcenia w szkole muzycznej II stopnia.
Kwalifikacja kandydatów do nauki w SM I st. odbywa się na podstawie wyników badań ich przydatności do kształcenia w danej specjalności instrumentalnej przeprowadzanych każdego roku przez szkolną komisję kwalifikacyjną powoływaną spośród nauczycieli SM I st. przez dyrektora szkoły. Kandydatów obowiązują limity wiekowe ustalane przez organ prowadzący szkołę.
Szkoła koncentruje się jedynie na nauczaniu przedmiotów muzycznych, co oznacza, że w szkole nie ma pionu przedmiotów ogólnokształcących, jak to ma miejsce w szkolnictwie powszechnym. W SM I st. prowadzone są zajęcia gry na instrumentach muzycznych (zajęcia indywidualne), zajęcia zespołowe (chór, orkiestra, zespoły kameralne) oraz przekazywana jest niezbędna wiedza z zakresu teorii muzyki (zajęcia grupowe). Nauczanie odbywa się głównie w kierunku muzyki poważnej.
W SM I st. obowiązują wymagania edukacyjne odpowiednie dla cyklu kształcenia, przedmiotu i klasy  uwzględniające podstawę programową kształcenia w zawodach muzycznych ogłoszoną w rozporządzeniu przez organ prowadzący szkołę. Spełnianie przez ucznia wymagań edukacyjnych stanowi warunek jego nauki w SM I st.
Zajęcia dydaktyczno-wychowawcze w roku szkolnym dzielą się na dwa okresy. Terminy ferii szkolnych oraz świątecznych przerw w nauce są zgodne z kalendarzem obowiązującym w szkołach pionu oświatowego. Zajęcia lekcyjne odbywają się w godzinach popołudniowych. Pełna jednostka lekcyjna trwa 45 minut. Wszystkie zajęcia objęte planem nauczania danego cyklu i klasy są dla uczniów obowiązkowe.
Absolwenci SM I st. otrzymują świadectwa ukończenia szkoły.
W trójstopniowej strukturze polskiego publicznego szkolnictwa artystycznego nauka w szkole muzycznej I st. stanowi pierwszy etap kształcenia muzycznego.

## Organizacja nauczania

### Cykle nauczania
W SM I st. proces dydaktyczny jest realizowany w oparciu o dwa cykle kształcenia:
- cykl 6-letni (dział dziecięcy) w specjalnościach instrumentalnych: fortepian, skrzypce, wiolonczela, gitara, flet, obój, klarnet, trąbka, akordeon i perkusja.

W grupie przedmiotów teoretycznych znajdują się: kształcenie słuchu, rytmika i audycje muzyczne. Ponadto uczniowie uczestniczą w innych zajęciach indywidualnych i zespołowych,  takich jak fortepian dodatkowy, praca z akompaniatorem, chór, orkiestra szkolna i zespoły kameralne.
- cykl 4-letni (działa młodzieżowy) w specjalnościach instrumentalnych: wiolonczela, kontrabas, gitara, flet, obój, klarnet, saksofon, trąbka, róg, puzon, akordeon i perkusja.

Przedmioty teoretyczne: kształcenie słuchu oraz audycje muzyczne. 
Ponadto uczniowie uczestniczą w innych zajęciach indywidualnych i zespołowych, takich jak fortepian dodatkowy, praca z akompaniatorem, chór, orkiestra szkolna oraz zespoły kameralne.

### Szkolny zestaw programów nauczania
Podstawę organizacji procesu dydaktycznego w SM I st. stanowi szkolny zestaw programów nauczania, który jest zgodny z podstawami programowymi kształcenia określonymi przez organ prowadzący szkołę. W skład zestawu programów nauczania wchodzą zarówno programy dopuszczone do użytku szkolnego przez organ prowadzący jak również programy autorskie poszczególnych nauczycieli zatwierdzone przez dyrektora szkoły.

### Sekcje przedmiotowe
W SM I st. działają cztery sekcje przedmiotowe grupujące nauczycieli poszczególnych przedmiotów: 
- sekcja fortepianu (fortepian główny, fortepian dodatkowy, akompaniament fortepianowy),
- sekcja instrumentów smyczkowych (skrzypce, altówka, wiolonczela, kontrabas, gitara),
- sekcja instrumentów dętych (flet, obój, klarnet, saksofon, fagot, trąbka, waltornia, puzon, akordeon i perkusja),
- sekcja teorii muzyki, do której należą wszyscy nauczyciele prowadzący przedmioty teoretyczne, pedagog szkolny, psycholog szkolny, bibliotekarz oraz świetliczanka.

Do zadań sekcji przedmiotowych należy w szczególności: 
- przeprowadzanie przesłuchań, egzaminów lub innych sprawdzianów wiedzy i umiejętności uczniów w specjalnościach i przedmiotach objętych działaniem sekcji,
- organizacja wewnątrzszkolnego doskonalenia zawodowego nauczycieli,
- organizacja koncertów i innych form prezentacji wiedzy i dorobku artystycznego uczniów,
- przeprowadzanie analizy wyników nauczania,
- prowadzenie działalności konsultacyjnej w ramach akcji rekrutacyjnej.

## Sukcesy uczniów
Źródło: oficjalna strona szkoły
| Z E S T A W I E N I E nagród zdobytych przez uczniów Szkoły Muzycznej I st. im. Grażyny Bacewicz w Gdańsku-Wrzeszczu w latach 2000 - 2013 |           |           |           |           |           |           |           |           |           |           |           |           |           |       |
| Rok szkolny | 2000/2001 | 2001/2002 | 2002/2003 | 2003/2004 | 2004/2005 | 2005/2006 | 2006/2007 | 2007/2008 | 2008/2009 | 2009/2010 | 2010/2011 | 2011/2012 | 2012/2013 | Razem |
| I miejsce | 7         | 6         | 7         | 9         | 7         | 6         | 6         | 4         | 6         | 5         | 11        | 17        | 16        | 107   |
| II miejsce | 4         | 6         | 3         | 8         | 3         | 10        | 6         | 9         | 6         | 8         | 9         | 15        | 8         | 95    |
| III miejsce | 3         | 7         | 2         | 3         | 5         | 9         | 2         | 7         | 7         | 9         | 13        | 17        | 18        | 102   |
| wyróżnienie | 5         | 9         | 6         | 15        | 10        | 8         | 9         | 16        | 4         | 16        | 19        | 17        | 27        | 161   |
| Inne nagrody | 3         | 4         | 4         |           |           |           |           |           | 4         | 3         | 3         | 6         | 9         | 36    |
| Razem | 22        | 32        | 22        | 35        | 25        | 33        | 23        | 36        | 27        | 41        | 55        | 72        | 78        | 501   |

## Znani absolwenci
Źródło: oficjalna strona szkoły
- Augustyn Bloch – kompozytor i organista
- Edwin Rymarz – kompozytor, organista, pedagog
- Marek Podhajski – muzykolog, teoretyk muzyki, pedagog, kompozytor, profesor
- Maciej Sikała – muzyk jazzowy (saksofonista), kompozytor, pedagog
- Roman Perucki[5][6] – organista, pedagog, profesor, dyrektor Polskiej Filharmonii Bałtyckiej im. Fryderyka Chopina w Gdańsku
- Stanisław Deja[7] – pianista, kameralista, pedagog
- Renata Gleinert – pianistka, kompozytor, pedagog